# Allium papillare
Espèce
Classification APG III (2009)
Allium papillare est une espèce de plantes à fleurs de la famille des Amaryllidaceae (genre Allium). C'est un oignon sauvage que l'on trouve dans les zones sablonneuses du sud et de l'est d'Israël et de la péninsule du Sinaï en Égypte.

## Description
Il s'agit d'une petite plante vivace à bulbe dont les ombelles sont formées de fleurs qui ont des tépales blancs avec des nervures médianes violettes,,.